# 大阪商業大学
大阪商業大学（おおさかしょうぎょうだいがく、英語: Osaka University of Commerce）は、大阪府東大阪市にある私立大学。
設置者は学校法人谷岡学園。略称は大商大、商大。

## 概観

### 大学全体
1928年（昭和3年）に設置された大阪城東商業学校を前身とする。1944年（昭和19年）に泰西学館を、1947年（昭和22年）9月に交野女子専門学校を統合。城東専門学校を経て、1949年（昭和24年）に大阪城東大学として設置された。1952年（昭和27年）に現在の校名へ改称。
なお、校名が類似する公立の旧制大阪商科大学（後の大阪市立大学、現在の大阪公立大学）とは無関係である。

## 沿革

### 年表

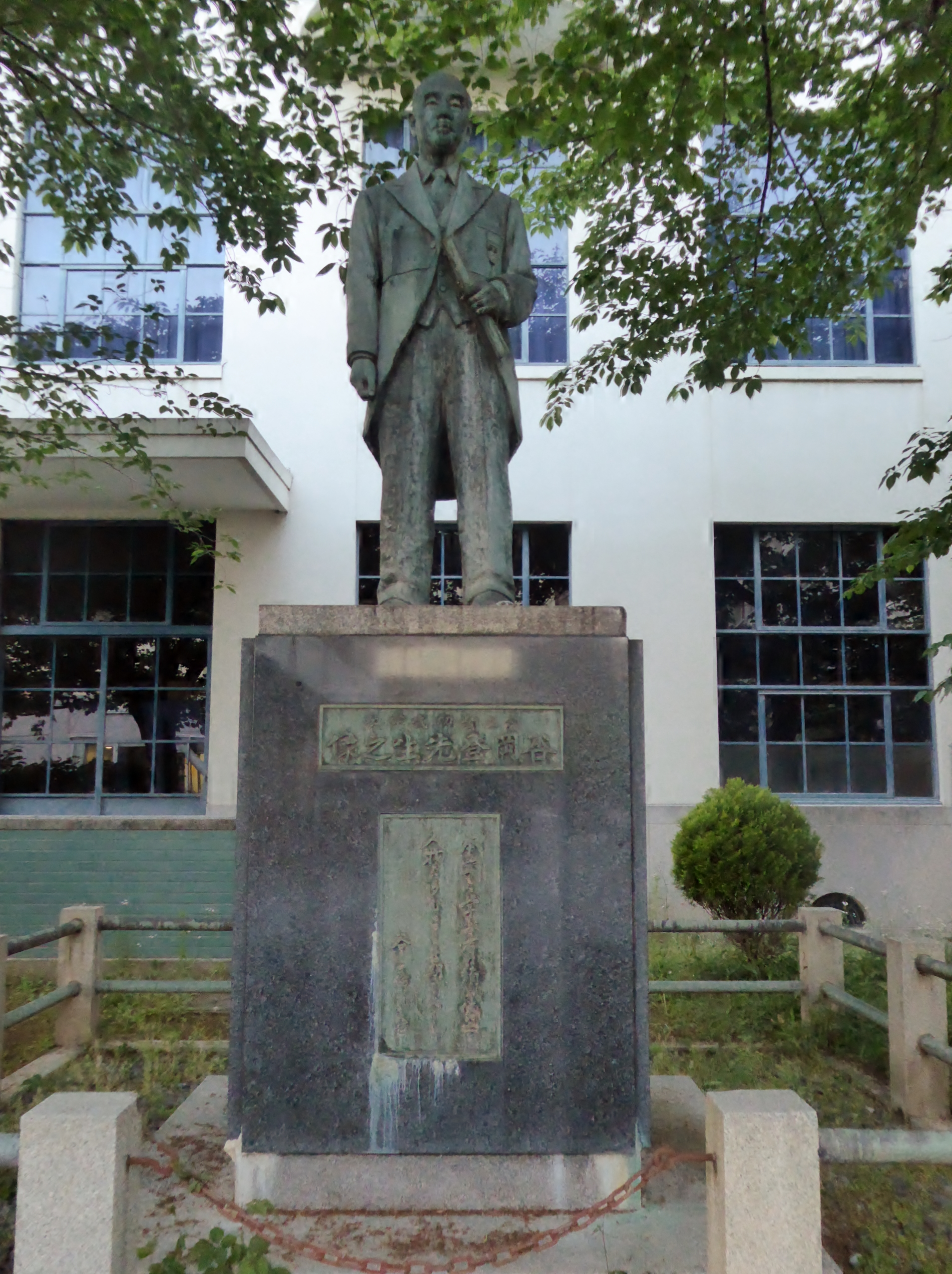
初代学長谷岡登像

- 1928年（昭和3年）- 大阪城東商業学校が開校。
- 1944年（昭和19年）- 泰西学館を統合。
- 1946年（昭和21年）- 大阪修養団の白井繁太郎ら、交野女子専門学校を開校。
- 1947年（昭和22年）- 大阪城東商業学校を運営する大阪城東学園が交野女子専門学校を引き受け、城東専門学校に改称。
- 1949年（昭和24年）- 学制改革を機に大阪城東大学を開学。経済学部経済学科を設置。
- 1952年（昭和27年）- 大阪商業大学と改称。経済学部経済学科を商経学部商経学科に変更し、商学専攻を増設。
- 1962年（昭和37年）- 商経学部の商経学科を経済学科、商学科、経営学科に改組。
- 1965年（昭和40年）- 商経学部に貿易学科を増設。
- 1997年（平成9年）- 大学院地域政策学研究科地域経済政策専攻修士課程を設置。産業経営研究所、商業史研究所を改組し、比較地域研究所を設置。
- 1999年（平成11年）- 大学院地域政策学研究科地域経済政策専攻博士（後期）課程を開設。
- 2000年（平成12年）- 商経学部経済学科、商学科、経営学科、貿易学科を経済学部経済学科、総合経営学部経営学科、総合経営学部流通学科の2学部3学科に改組。アミューズメント産業研究所開設。
- 2002年（平成14年）- U-メディアセンター「GATEWAY」、ユニバーシティーホール「蒼天」オープン。大阪商業大学ビジネス・パイオニアコース（OBPコース）を開設。
- 2004年（平成16年）- キャンパス・イノベーションセンター（大阪地区）に大阪商業大学サテライトキャンパスを設置。クリエイション・コア東大阪に大商大リエゾン・オフィスを設置。
- 2005年（平成17年）- 総合経営学部に公共経営学科を増設。総合経営学部の流通学科を商学科に名称変更。
- 2008年（平成20年）- 大学院地域政策学研究科に経営革新専攻修士課程を設置。地域経済政策専攻に特別教育研究コース（犯罪学）を設置。JGSS研究センターを開設。学修支援センター、スポーツセンターを設置。エクステンションセンターをリエゾンセンターに改組。
- 2009年（平成21年）- 学校法人谷岡学園と学校法人清陵学園（大阪商業大学堺高等学校）が合併。
- 2010年（平成22年）- 大阪商業大学商経専攻科商業専攻、経済専攻の学生募集を停止。
- 2014年（平成26年）- 第1グランドを人口芝生化。梅田サテライトオフィス「CURIO-CITY」を開設。
- 2015年（平成27年）- グローバル・アントレプレナー・トレーニングコース（GETコース）を設置。大学院地域政策学研究科経営革新専攻に特別教育研究コース（IRマネジメント）を設置。
- 2017年（平成29年）- ユニバーシティ・コモンズ「リアクト」（University Commons re-Act）オープン。学修支援センター、リエッゾンセンター、スポーツセンターを総合交流センターに改組。
- 2018年（平成30年）- 総合経営学部公共経営学科を公共学部公共学科へ改組。共同参画研究所を設置。

## 基礎データ

### 所在地
- 大阪府東大阪市御厨栄町4-1-10

## 教育および研究

### 組織

#### 学部
- 経済学部
  - 経済学科
- 総合経営学部
  - 経営学科
  - 商学科
- 公共学部
  - 公共学科

#### 大学院
- 地域政策学研究科
  - 地域経済政策専攻（博士前期課程・博士後期課程）
  - 経営革新専攻（修士課程）

#### 附属機関
- 研究所
  - 比較地域研究所
    - JGSS研究センター

  - アミューズメント産業研究所
    - 囲碁殿堂資料館[注 1]
- 図書館
- 商業史博物館
- リエゾンオフィス
- S-dorm（エス-ドーム）（旧「みくりや寮」）（学生寮）
- U-メディアセンター「GATEWAY」
- ユニバーシティホール「蒼天」
- スポーツセンター
- 学修支援センター

### 教育
- 特色ある大学教育支援プログラム
  - 主として大学と地域・社会との連携の工夫改善に関するテーマ
- 質の高い大学教育推進プログラム
  - 実践教育による社会的問題解決能力の養成

## 学生生活

### 学園祭
大学祭は春・秋の年2回実施されている。それぞれの名称は以下。
- いぶき祭（例年4月上旬） - 春の新入生が対象。
- 御厨祭（例年10月下旬） - 読みは「みくりや」。

### スポーツ
- サッカー部 - 1970年代から80年代にかけて、全日本大学選手権優勝4回、総理大臣杯優勝2回の戦績がある学生トップレベルの強豪として鳴らした。その間、1970年から1992年の期間、関西学生リーグ1部で歴代2位の優勝18回を数える。90年代半ば以降から低迷し、2005年以降は関西学生リーグ2部に留まっている。
- 硬式野球部 - 関西六大学野球連盟に所属し歴代2位のリーグ優勝27回（2024年秋季リーグ戦終了時点）。全日本大学選手権準優勝2回、明治神宮大会準優勝1回の戦績がある。
- 日本拳法部 - 近年の戦績は、全日本学生選手権男子団体3位（2020年）・同4位（2021、2022年）、全国大学選抜選手権男子の部準優勝（2022年）・同4位（2023年）などとなっている[2]。なお、2015年に同部集団暴行事件があり関係者が処分された。
- ボクシング部 - 近年の戦績は、全日本大学王座決定戦（東西王座決定戦）準優勝（2022、2024年）、関西学生リーグ1部優勝（2022、2024年）・準優勝（2023年）。全日本大学王座決定戦には通算6回出場・準優勝6回。関西学生リーグ1部の通算優勝回数は6回（2024年現在）。2024年の第78回全日本大学王座決定戦では初優勝を遂げた駒澤大学に敗れ準優勝に留まる[3]。
- バレーボール部 - 男子部のみで女子部門はない。全日本インカレ優勝4回・準優勝4回、西日本インカレ優勝17回の戦績がある。

## 大学関係者と組織

### 大学関係者一覧
- 学長
谷岡一郎
- 大学関係者

## 施設

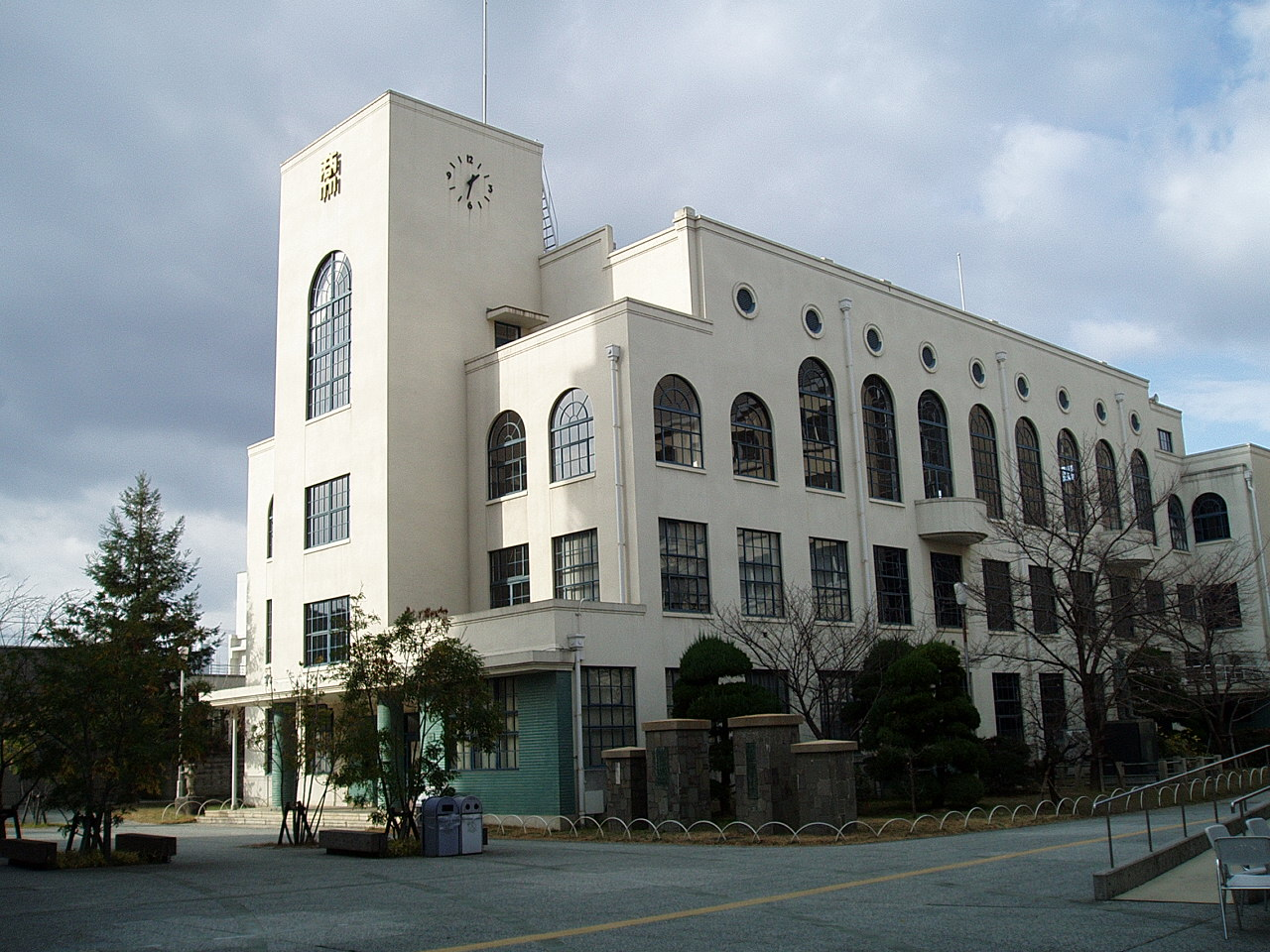
大阪商業大学谷岡記念館。旧大阪城東商業学校本館として1935年竣工（国登録有形文化財 第27-0105号）。館内には商業史博物館がある。2008年12月
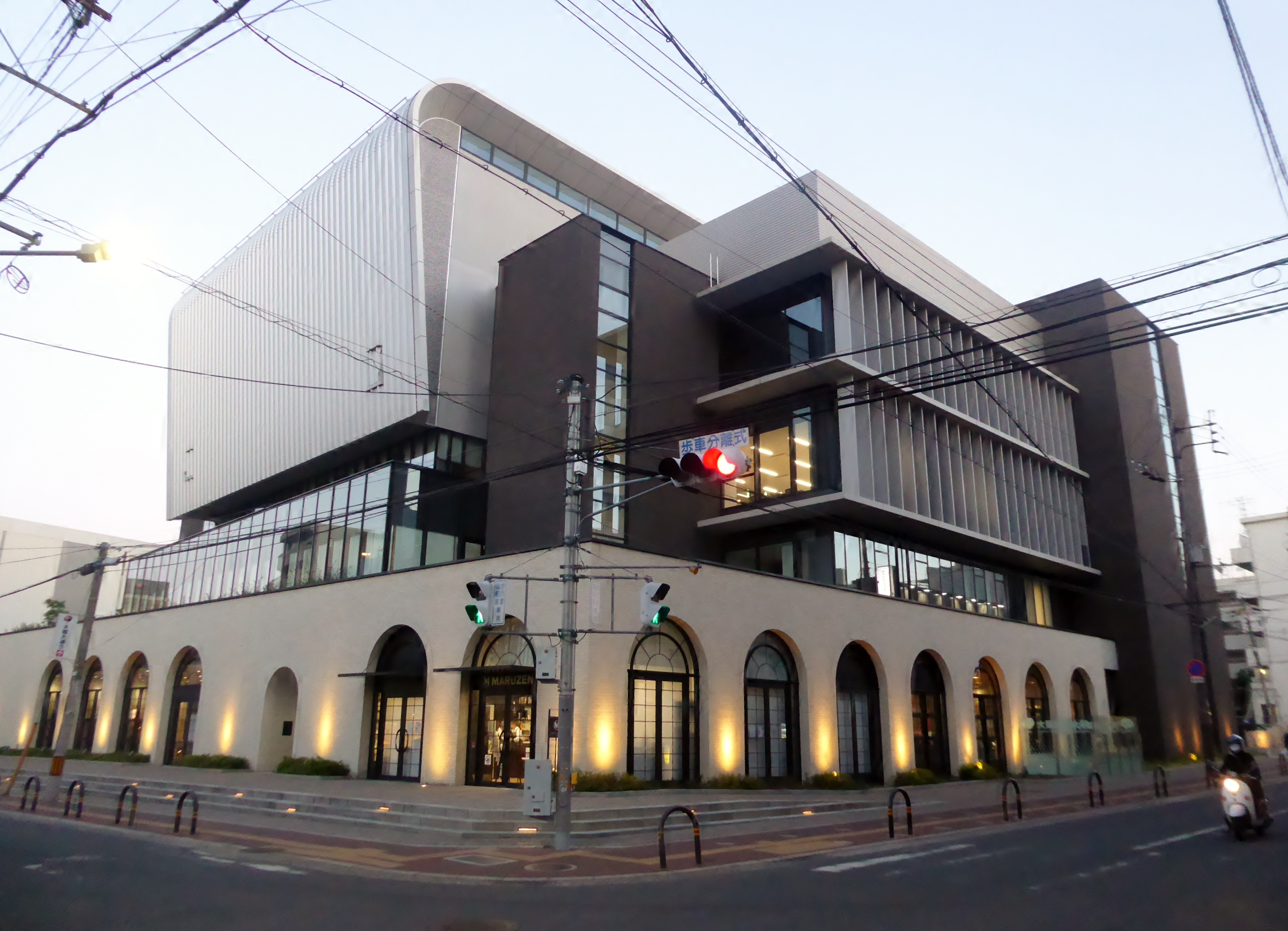
大阪商業大学コモンズリアクト。2019年5月

### キャンパス
- 交通アクセス[4]：
  - 近鉄奈良線「河内小阪駅」下車、徒歩約5分。
  - 阪神高速13号東大阪線高井田出入口から車で約10分。長田出入口から約5分。

## 対外関係

### 地方自治体との協定
- 「学生ボランティア」学校サポート事業に関する協定（2020年締結）[5]
  - 京都市教育委員会

### 他大学との協定

#### 海外提携大学
- アメリカ合衆国
  - ヒューストン大学（英語版）
  - ヒューストン大学クリアレイク校

- オーストラリア
  - サンシャインコースト大学

- 中国
  - 中央財政大学

- 韓国
  - 江原大学校
  - 明知大学校

- 台湾
  - 国立高雄大学

### 系列校
- 至学館大学
- 神戸芸術工科大学
- 至学館高等学校
- 大阪女子短期大学高等学校

## 附属学校
- 大阪商業大学付属幼稚園
- 大阪商業大学高等学校
- 大阪商業大学堺高等学校